# Kanna (Gunma)
Kanna (神流町 Kanna-machi?) es un pueblo localizado en la prefectura de Gunma, en Japón. En febrero de 2015, la ciudad tenía una población estimada de 2,007 personas, y una densidad de población de 17.5 personas por km². Su área total es de 114.6 km². La ciudad ha presenciado una gran disminución en población llegando a perder dos tercios para 1970; la población restante tiene la mayor edad promedio en Japón después de Nanmoku, en Gunma llegando a ser clasificado como Genkai shūraku. Una huella de los primeros dinosaurios de Japón fue descubierta en la anterior villa de Nakasato, que ahora es parte de Kanna.

## Geografía
Kanna está localizado en la porción suroeste de la prefectura de Gunma, y linda con la prefectura de Saitama en el sur.

## Municipios circundantes
- Prefectura de Gunma
  - Fujioka
  - Ueno
  - Shimonita
  - Nanmoku
- Prefectura de Saitama
  - Chichibu
  - Ogano

## Historia
Durante el período Edo, el área que hoy día es Kanna era parte del territorio tenryō que era administrado directamente por el shogunato Tokugawa en la provincia de Kōzuke. 
La villa de Kamikawa y la villa de Nakasato fueron establecidas dentro del distrito de Minamikanra en la prefectura de Gunma el 1 de abril de 1889 con la creación del sistema de municipalidades después de la restauración Meiji. En 1896 el distrito de Minamikanra se unió con los distritos de Midono y Tago para crear el distrito de Tano. La villa de Kamikawa fue elevada a estado de pueblo en 1926 y fue rebautizada como el pueblo de Manba. El 1 de abril de 2003, se fusionaron Manba y Nakasato para formar el pueblo de Kanna.

## Economía
La economía de Kanna es fuertemente dependiente de la agricultura.

## Educación
Kanna una escuela primaria, una escuela básica y una escuela secundaria.

## Transporte
Kanna no tiene ningún ferrocarril.

### Carretera
- Ruta Nacional de Japón 299
- Ruta Nacional de Japón 462

## Atracciones locales
- Centro de Dinosaurios de Kanna
- Sazanamiiwa (La ubicación de la huella de dinosaurio)
- Ryūshōji (Templo famoso por los cerezos en flor)
- Stación en carretera de Manba no Sato